# Abellaite
L'abellaite è un minerale, carbonato idrato di sodio e piombo.
Il nome è in onore del gemmologo catalano Joan Abella y Creus (1968-), scopritore del minerale.
Il minerale è approvato dall'IMA con la sigla 2014-111.

## Pubblicazioni
- CNMNC Newsletter, 29 (2016) - Mineralogical Magazine, n. 80, pag. 199.[2]